# Галин Цоков
Галин Борисов Цоков е български педагог, професор по управление на образованието в Пловдивския университет. Министър на образованието и науката в правителството на Николай Денков (юни 2023 – април 2024). Преназначен на същия пост в двете служебни правителства на Димитър Главчев (април 2024 – януари 2025).

## Биография
Завършва педагогика в Софийския университет „Климент Охридски“ през 1987 г. През 1998 г. защитава дисертация на тема „Децентрализация в структурите за управление на образованието на местно ниво – традиции и перспективи“. Специализира в множество университети и образователни центрове в чужбина.
От 2005 г. е преподавател в Педагогическия факултет на Пловдивския университет „Паисий Хилендарски“. От 2011 г. е професор по управление на образованието. Директор на Департамента за квалификация и професионално развитие на педагогическите специалисти на Пловдивския университет (от 2016 г.) и ръководител на катедра „Педагогика и управление на образованието“ (2019 г.).
В периода 2007 – 2015 е член на Постоянната комисия по педагогически науки и на комисията по качество на Националната агенция по оценяване и акредитация.
Член на Съвета на настоятелите на БАН.
Докато е министър на образованието създава през ноември 2024 г. Институт по образованието, без обществено обсъждане или концепция, заради „необходимостта от оптимизиране на дейността на специализираните обслужващи звена“. След като на 16 януари 2025 г. престава да бъде министър, към 13 февруари вече фигурира като директор на този институт. 